# Malongo
Malongo est une marque française spécialisée dans l'importation, la torréfaction et la distribution de cafés biologiques et équitables, appartenant au groupe belge Rombouts. Elle propose des cafés de terroir, haut de gamme, sous divers formats : moulus, grains et doses en papier ainsi que des thés et des machines à café pour les particuliers et professionnels. Elle a été fondée à Nice en 1934 sous le nom « Les Cafés Malongo ». Elle est exploitée par la Compagnie Méditerranéenne des Cafés. Leurs emballages sont désormais recyclables. 

## Historique
L'histoire de la marque débute en 1934 rue de Lépante à Nice avec Les Cafés Malongo qui ne sont alors qu'une petite brûlerie de café. En 1954 la société change de nom et devient la Compagnie Méditerranéenne des Cafés Malongo. Sa notoriété et son rayonnement s'étendent désormais sur tout le sud-est de la France. En 1968, le torréfacteur anversois Hugo Rombouts, inventeur du café filtre individuel et Fournisseur Breveté de la Cour de Belgique rachète la société qui prit alors un nouveau tournant en se lançant sur le marché de l'hôtellerie et de la restauration. En 1980, l'usine est transférée dans la zone industrielle de Carros, à la suite de cela Malongo ouvre ses premières boutiques à Cannes et à Nice. En 1992 débute la collaboration entre Malongo et Frans van der Hoff qui marquera le lancement des produits issus de la filière du commerce équitable. À partir de 1996, Malongo propose ses produits via la grande distribution, et lance le concept de machine à doses 1,2,3 Spresso. En 2008 l'entreprise a pour projet de construire la Cité du Café et pose de la première pierre sur des terrains acquis deux ans auparavant sur la commune de La Gaude : ce projet n'a jamais vu le jour et a été abandonné définitivement en 2017. En 2008, Malongo obtient le label Entreprise du patrimoine vivant pour son savoir-faire de sélection et de torréfaction de cafés. En 2013, Malongo lance la machine Ek'Oh, fabriquée en France, eco-conçue recyclable et réparable. Enfin, en 2018, deux boutiques franchisées Malongo ouvrent dans le centre de Manille, la capitale des Philippines. En 2021, l'entreprise décide de relocaliser sa production de machines à café en France, innove et lance la machine EOH, fabriquée dans l'usine Malongo de Vendée.

## Secteurs d'activités
- La Grande distribution (GMS)

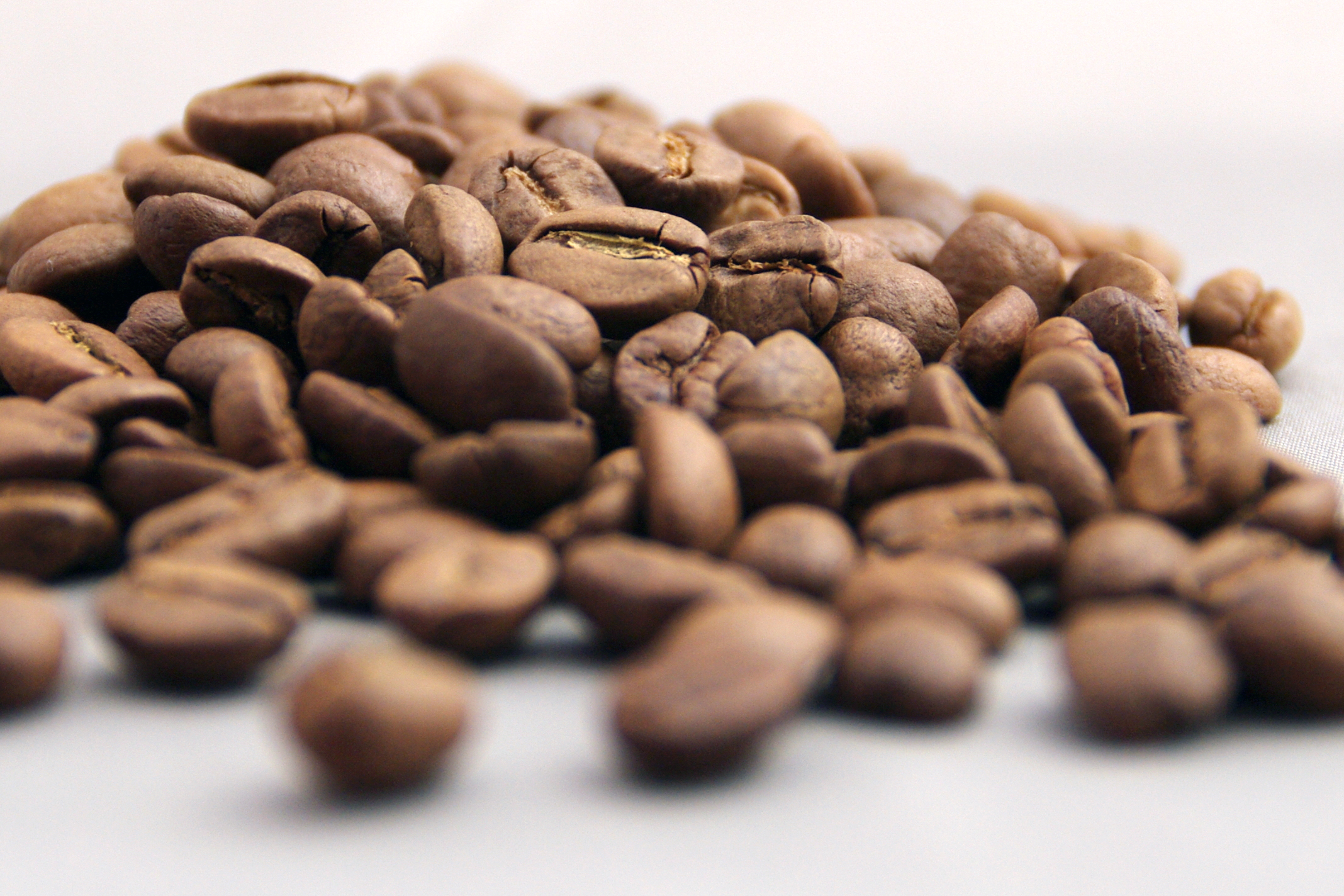
Grains de café torréfiés.

- Les Cafés, Hôtels et Restaurants (CHR)
- L'export
- Les boutiques Malongo
- La vente à distance (VAD)
- La formation

## Filiales
- Arabo, torréfacteur niçois (acquis en 1996)
- Los Cafés (créé en 1998 pour le marché espagnol)
- Ipanema, société d'exploitation des boutiques Malongo Cafés créée en 1999
- Cuendet, torréfacteur suisse (acquis en 2009)